# Hải Ninh, Hải Hậu
Hải Ninh là một xã thuộc huyện Hải Hậu, tỉnh Nam Định, Việt Nam.

## Địa lý
Xã Hải Ninh có vị trí địa lý:
- Phía đông giáp xã Hải Phú
- Phía tây huyện Nghĩa Hưng
- Phía nam giáp xã Hải Châu
- Phía bắc giáp xã Hải Giang và xã Hải Phong.

Xã Hải Ninh có diện tích 8,84 km², dân số năm 2022 là 8.046 người, mật độ dân số đạt 910 người/km².

## Kinh tế
Xã có nhiều sông nhỏ, nên đây cũng là một vùng đất màu mỡ. Thích hợp để trồng các loại cây ngắn ngày.
Vùng đất này có thể sẽ trở thành một khu công nghiệp mới. Bởi dự án nhà máy nhiệt điện 2014 Hàn Quốc – Việt Nam.

## Văn hóa
Tôn giáo: Có 4 nhà thờ thuộc giáo xứ Giáp Năm, 3 giáo hội: Phú Văn, Phú Quý, Nam Cường và chùa Hải Vân Tự.

## Giao thông
Xã có Có đường tỉnh lộ 488 chạy qua và đang quy hoạch, đầu tư hệ thống giao thông theo hình bàn cờ.